# اومبرتا کولی
اومبرتا کولی (ایتالیایی: Ombretta Colli؛ زادهٔ ۲۱ سپتامبر ۱۹۴۵) خواننده، بازیگر و سیاستمدار اهل ایتالیا است. او از ژوئن ۱۹۹۹ تا ژوئن ۲۰۰۴ فرماندار استان میلان بود.
از فیلم‌ها یا برنامه‌های تلویزیونی که وی در آن نقش داشته‌است، می‌توان به گرگ و بره، تراس، گلادیاتور رم و برده اشاره کرد.